# La Hán Quế Sâm
La Hán Quế Sâm (tiếng Trung 羅漢桂琛, tiếng Nhật:Rakan Keichin, 867-928), còn gọi là Hòa Thượng Địa Tạng, là một vị Thiền sư Trung Quốc, sống vào cuối thời Hậu Đường. Nối pháp Thiền Sư Huyền Sa Sư Bị. Sư là thầy của Thiền Sư Pháp Nhãn Văn Ích, người sáng lập Tông Pháp Nhãn trong Hệ thống Ngũ Gia Thất Tông.

## Cơ Duyên
Sư họ Lý (李), quê ở vùng Thường Sơn (常山, Tỉnh Triết Giang). Từ nhỏ đã có duyên với Phật pháp, mỗi ngày chỉ ăn một bữa cơm chay, thường nói những lời kỳ lạ.
Lớn lên, sư xin phép cha mẹ đến Thường Sơn Vạn Tuế Tự (常山萬歳寺) theo Vô Tướng Đại Sư (無相大師) xuất gia tu hành. Sau khi thọ giới cụ túc, sư chuyên cần học Luật tông, thấy đó chưa phải là pháp giải thoát nên khởi chí đi tham vấn các Thiền Sư.
Đầu tiên, Sư đến núi Vân Cư tham học với Thiền Sư Vân Cư Đạo Ưng, sau đến tham vấn Thiền Sư Tuyết Phong Nghĩa Tồn nhưng chưa được khai ngộ.
Sau cùng đến tham vấn với đệ tử của Tuyết Phong là Thiền Sư Huyền Sa Sư Bị. Một hôm Huyền Sa hỏi Sư: Tam giới duy tâm, ngươi hội thế nào? Sư chỉ cái ghế dựa, hỏi: Hòa thượng kêu cái ấy là gì? Huyền Sa đáp: Ghế dựa. Sư thưa: Hòa thượng không hội tam giới duy tâm. Huyền Sa bảo: Ta gọi cái ấy là tre gỗ, ngươi kêu là gì? Sư thưa: Con cũng gọi là tre gỗ. Huyền Sa bảo: Tận đại địa tìm một người hội Phật pháp cũng không có. Sư nghe xong liền đại ngộ, Huyền Sa ấn khả cho sư.
Sư được Mục Vương Công ở Chương Châu thỉnh đến trụ trì tại Viện Địa Tạng (地藏院) ở Tây Thạch Sơn (西石山), sư ở đây được 15 năm. Sau đó dời đến La Hán Viện (羅漢院) ở Chương Châu (漳州, Tỉnh Phúc Kiến) và cử xướng Thiền phong của mình mạnh mẽ nơi đây, nên còn có hiệu là La Hán.
Vào mùa thu năm thứ 3 (928) niên hiệu Thiên Thành (天成), sư hiện bệnh vài ngày rồi thị tịch, hưởng thọ 62 tuổi đời và 40 hạ lạp, môn đệ trà tỳ thu nhặt xá lợi và xây tháp cúng dường tại phía Tây của Thiền Viện. Vua ban thụy hiệu là Chân Ứng Thiền Sư (眞應禪師)

## Pháp Ngữ
Sư thượng đường nói: Chư Thượng tọa! Chẳng cần cúi đầu suy nghĩ, suy nghĩ chẳng đến bèn nói chẳng dùng giản trạch, đến được chỗ buông lời chăng? Các ông nhằm chỗ nào buông lời, thử nói xem! Lại có một pháp gần được ông, lại có một pháp xa được ông chăng? đồng với ông khác với ông chăng? Đã như thế, tại sao lại thật gian nan?
Khi đang cấy lúa ngoài ruộng, thấy Tăng đến, Sư hỏi: Ở đâu đến? Tăng thưa: Nam Châu đến. Sư hỏi: Trong ấy Phật pháp thế nào? Tăng thưa: Bàn tán lăng xăng. Sư bảo: Đâu như ở đây, ta chỉ cấy lúa, nấu cơm ăn. Tăng hỏi: Thế nào là tam giới? Sư bảo: Gọi cái gì là tam giới?         
Sư hỏi vị Tăng mới đến: Ở đâu đến? Tăng thưa: Phương nam đến. Sư hỏi: Các bậc tri thức phương nam có lời gì dạy chúng? Tăng thưa: Các Ngài nói: mạt vàng tuy quí dính trong con mắt cũng chẳng được?. Sư bảo: Ta nói núi Tu-di ở trong con mắt của ông.
Sư cùng Trường Khánh, Bảo Phúc vào Châu thấy một đóa hoa mẫu đơn. Bảo Phúc nói: Một đóa hoa mẫu đơn đẹp. Trường Khánh bảo: Chớ để con mắt sanh hoa. Sư bảo: Đáng tiếc một đóa hoa.